# Javier Bless Bustamante
Javier Eduardo Bless Bustamante (Trujillo, La Libertad, 4 de marzo de 1940 - Lima, 26 de febrero del 2016) fue un abogado, fiscal y político peruano. Fue diputado por la región Lambayeque en el periodo 1985-1990.

## Biografía
Javier Bless nació en la ciudad provincial de Trujillo, ubicado en la región peruana de La Libertad, el 4 de marzo de 1940. Fue hijo de Eduardo Bless Villalobos y de María Bustamante Güevara, siendo el mayor de tres hermanos.
Bless emigró a la ciudad de Ica e ingresó a la Universidad Nacional San Luis Gonzaga en el año 1961, donde estudió la carrera de Derecho y posteriormente se graduó en el año 1968.
Desde 1969 hasta 1976 fue asesor de corporaciones de ahorro y crédito en Chiclayo y luego asumió como juez de la Corte Superior de Lambayeque hasta 1986. Fue también fiscal del Ministerio Público en la sede de Chiclayo.
Como político incursionó como militante del Partido Aprista Peruano, partido político fundado por Víctor Raúl Haya de la Torre, y en 1985 postuló a la Cámara de Diputados del Congreso de la República por la circunscripción de Lambayeque, la cual tuvo éxito en las elecciones con 10,472 votos y fue juramentado para el periodo parlamentario 1985-1990.
En diciembre de 1990, Javier Bless ejerció como asesor de la Comisión de Trabajo del Congreso de la República y permaneció hasta el año siguiente. Luego en 1993 fue designado por el Ministerio Público como fiscal provincial en la ciudad de Tarma en Junín y también con juez penal en la Corte Superior de la ciudad de Cañete.
En las elecciones municipales del año 1998, Bless volvió al ámbito político y postuló sin éxito a la alcaldía de Cañete. En marzo de ese mismo año, fue elegido como secretario provincial del Partido Aprista hasta el año 2000.
Bless volvió a postular al Congreso de la República, siendo en las elecciones del año 2001 por la circunscripción de Lima la cual obtuvo solamente 3,528 votos. En el año 2005, Javier Bless se afilió a Fuerza Democrática, partido político de Alberto Borea, y postuló por tercera vez al Congreso siendo por su natal Lambayeque. También ejerció como secretario provincial.
En mayo del 2005 asumió la defensa de Lady Bardales, ex escolta presidencial de Alejandro Toledo. Luego en mayo del 2008, asumió la defensa de diez personas acusadas de participar en una supuesta toma violenta de un ex local de un colegio evangélico en la ciudad de Chiclayo.
En 2008 volvió a afiliarse al Partido Aprista Peruano, en la cual intentó ser subsecretario provincial del APRA en la sede de Lambayeque en 2009. Posteriormente renunció al aprismo en 2010.
En las elecciones del 2011 volvió a postular al Congreso de la República por el partido Fonavistas del Perú, siendo su última participación en la política.

## Fallecimiento
El 26 de febrero del 2016, Javier Bless falleció a los 75 años en la ciudad de Lima.